# الخشبه العليا (الشاهل)
(الشاهل)	

تعديل مصدري - تعديل

الخشبه العليا هي إحدى قرى عزلة الامرور بمديرية الشاهل التابعة لمحافظة حجة، بلغ تعداد سكانها 35 نسمة حسب تعداد اليمن لعام 2004.